# Постав-Муківська сільська рада
Поста́в-Му́ківська сільська́ ра́да — орган місцевого самоврядування у Чорнухинському районі Полтавської області з центром у c. Постав-Мука.
Населення — 1069 осіб.

## Населені пункти
Сільраді підпорядковані населені пункти:
- c. Постав-Мука
- с. Лісова Слобідка
- с. Пацали
- с. Сухоносівка

## Керівництво
Сільський голова з 2010 року Можчіль Людмила Миколаївна (1976 р.н.). Секретар Ярмоленко Олена.